# Rhynchosia tricuspidata
Rhynchosia tricuspidata är en ärtväxtart som beskrevs av Baker f.. Rhynchosia tricuspidata ingår i släktet Rhynchosia och familjen ärtväxter.

## Underarter
Arten delas in i följande underarter:
- R. t. imatongensis
- R. t. tricuspidata